# Thon Dian Phao
Die Thon Din Phao (thailändisch โทนดินเผา) ist eine einseitig bespielbare Trommel, die im Nordosten von Thailand, dem Isan, eingesetzt wird.
Der Klangkörper besteht aus einem tönernen Gefäß, über dessen eine Öffnung die Haut einer Schlange oder von Fröschen gespannt ist. Der Durchmesser liegt zwischen sieben und dreizehn Zentimeter. Die Länge des Instruments beträgt etwa 20 bis 30 Zentimeter.
Die Thon Din Phao wird in einem Ensemble bei Tam-bun-Prozessionen gespielt.